# Acanthoderini
Acanthoderini  (лат.) — триба подсемейства Ламиины семейства усачей.

## Описание
Первый членик усиков резко утолщённый к вершине, сильно грушевидный.

## Классификация
В состав трибы включают 66 родов и 560 видов.
- Роды: Acakyra — Acanthoderes — Aegomorphus — Aegoschema — Alphus — Amblysaphes — Anasillus — Anoreina — Ateralphus — Azygocera — Callapoecus — Cosmotomidius — Criopsis — Discopus — Dryoctenes — Dufauxia — Eupromerella — Exalphus — Formozotroctes — Hedypathes — Irundisaua — Macronemus — Melzerus — Meridiotroctes — Myoxinus — Myoxomorpha — Necalphus — Nesozineus — Octotapnia — Oplosia — Oreodera — Ozotroctes — Paradiscopus — Parapteridotelus — Penaherreraus — Peritapnia — Plagiosarus — Plistonax — Psapharochrus — Psapharoctes — Pseudaethomerus — Pseudotapnia — Pteridotelus — Punctozotroctes — Pycnomorphidiellus — Scleronotus — Sorelia — Spinozotroctes — Steirastoma — Sychnomerus — Taurorcus — Tetrasarus — Trichoanoreina — Trichohoplorana — Zikanita

## Распространение
Представители встречаются во всех биогеографических областях, но большинство видов обитают в Неотропической области.